# Sphenella rostrata
Sphenella rostrata är en tvåvingeart som beskrevs av Munro 1957. Sphenella rostrata ingår i släktet Sphenella och familjen borrflugor.
Artens utbredningsområde är Lesotho. Inga underarter finns listade i Catalogue of Life.